# Mærkedag
 For alternative betydninger, se Mærkedage.
En mærkedag er en dag, hvor man fejrer årsdagen for en bestemt begivenhed eller søger at skabe opmærksomhed om et bestemt emne.
Betegnelsen mærkedag menes at stamme fra de mærker, der blev sat i en almanak eller alternativt blev skåret i en primstav, hvor der var afsat markering af helgendage, vejrlig og andet af betydning for datiden.
Nogle mærkedage er internationale (for eksempel fastlagt af FN); andre er nationale (eksempelvis kongelige fødselsdage og historiske mindedage); og en del er religiøse helligdage, herunder også katolske helgendage. I gruppen af andre særdage hører fx fars dag, der sammen med mors dag er kommercielle dage.
De officielle flagdage er nationale mærkedage. Dertil kommer private flagdage ved private begivenheder såsom fødselsdage, konfirmationer og bryllupsdage. De officielle flagdage er i Danmark fastlagt af Justitsministeriet, hvorimod andre mærkedage ikke underligger officiel godkendelse. Man kan altså oprette sine egne særdage. Kalenderudgiveren Mayland havde på et tidspunkt i en Rasmus Klump-kalender den selvproklamerede pandekagedag på den 28. februar. I detaljen er det udgiveren, der afgør, hvad der kommer til at stå i en kalender, ligesom en ordbogs omfang fastlægges af en leksikograf. En fyldigere fortegnelse over helligdage og andre mærkedage finder vi i Universitetets almanak. De kirkelige helligdage er i Danmark nedfældet i en lov i 1735, men de går tilbage til et kirkekonvent i 325.
Nogle befolkningsgrupper har deres egne mærkedage, såsom jødiske helligdage og islamiske helligdage.
Blandt mærkedagene er:
- Databeskyttelsesdagen 28. januar
- Kvindernes internationale kampdag 8. marts
- Arbejdernes internationale kampdag 1. maj
- Danmarks befrielse 5. maj
- Mors dag anden søndag i maj.
- Røgfri dag (WHO) 31. maj
- Grundlovsdag 5. juni
- Fars dag 5. juni
- Valdemarsdag (Dannebrog) 15. juni
- International Hepatitisdag 28. juli
- International vegetardag 1. oktober
- Brunsvigerens dag, torsdag i uge 41.
- FN-dag 24. oktober
- Våbenstilstandsdagen (afslutning af 1. verdenskrig) 11. november
- FN's dag mod vold mod kvinder 25. november
- Buy Nothing Day 25. november
- Aids-dag 1. december
- FN's menneskerettighedsdag 10. december

## Danske flagdage
De officielle flagdage, dvs. de dage, hvor der skal flages fra offentlige bygninger (og hvor mange private også gør det), fastsættes af Justitsministeriet og er for tiden:
- Nytårsdag 1. januar
- Hendes Majestæt Dronning Marys fødselsdag 5. februar
- Langfredag (Der flages på halv stang hele dagen)
- Påskedag
- Besættelsesdagen. Der flages på halv stang til kl. 12.00, herefter på hel stang. 9. april
- Hendes Majestæt Dronning Margrethe 2.s  fødselsdag 16. april
- Hendes Kgl. Højhed Prinsesse Benediktes fødselsdag 29. april
- Befrielsesdagen 5. maj
- Kristi Himmelfartsdag
- Hans Majestæt Kong Frederik 10.s fødselsdag 26. maj
- Pinsedag
- Grundlovsdag 5. juni
- Hans Kgl. Højhed Prins Joachims fødselsdag 7. juni
- Valdemarsdag og Genforeningsdagen 15. juni
- Danmarks udsendte 5. september
- Juledag 25. december